# Hank Henry
Hank Henry, nato Henry Rosenthal (New York, 9 luglio 1906 – Las Vegas, 31 marzo 1981), è stato un attore, produttore cinematografico e produttore televisivo statunitense.
Henry iniziò la carriera nel burlesque, lavorando accanto all'attore Robert Alda, il padre di Alan Alda.

## Biografia
Nato a New York City, era figlio di Anna Richards e Franklin Rosenthal. La madre era originaria dell'Inghilterra e il padre era tedesco-americano discendente degli tedeschi della Pennsylvania.
Henry recitò in film come This Is the Army, Junior Prom, Il jolly è impazzito, Pal Joey, Colpo grosso, Pepe, Not Tonight Henry, Tre contro tutti, Johnny Cool, messaggero di morte, I 4 di Chicago e L'unico gioco in città. 
Fece il suo debutto televisivo nella serie L'uomo ombra, nell'episodio Il caso dei pantaloni larghi, interpretando Noonan. Apparve per l'ultima volta in televisione nel 1970.

## Morte
Henry morì il 31 marzo 1981, a Las Vegas, in Nevada, all'età di 74 anni. Aveva sofferto di Neoplasia.

## Filmografia
- This Is the Army, regia di Michael Curtiz (1943)
- Junior Prom, regia di Arthur Dreifuss (1946)
- Il jolly è impazzito (The Joker Is Wild), regia di Charles Vidor (1957)
- Pal Joey, regia di George Sidney (1957)
- L'uomo ombra (The Thin Man) – serie TV, episodio 2x12 (1959)
- Colpo grosso (Ocean's Eleven), regia di Lewis Milestone (1960)
- Pepe, regia di George Sidney (1960)
- Not Tonight Henry, regia di W. Merle Connell (1960)
- Tre contro tutti (Sergeants Three), regia di John Sturges (1962)
- Johnny Cool, messaggero di morte (Johnny Cool), regia di William Asher (1963)
- I 4 di Chicago (Robin and the 7 Hoods), regia di Gordon Douglas (1964)
- L'unico gioco in città (The Only Game in Town), regia di George Stevens (1970)